# Audumbla

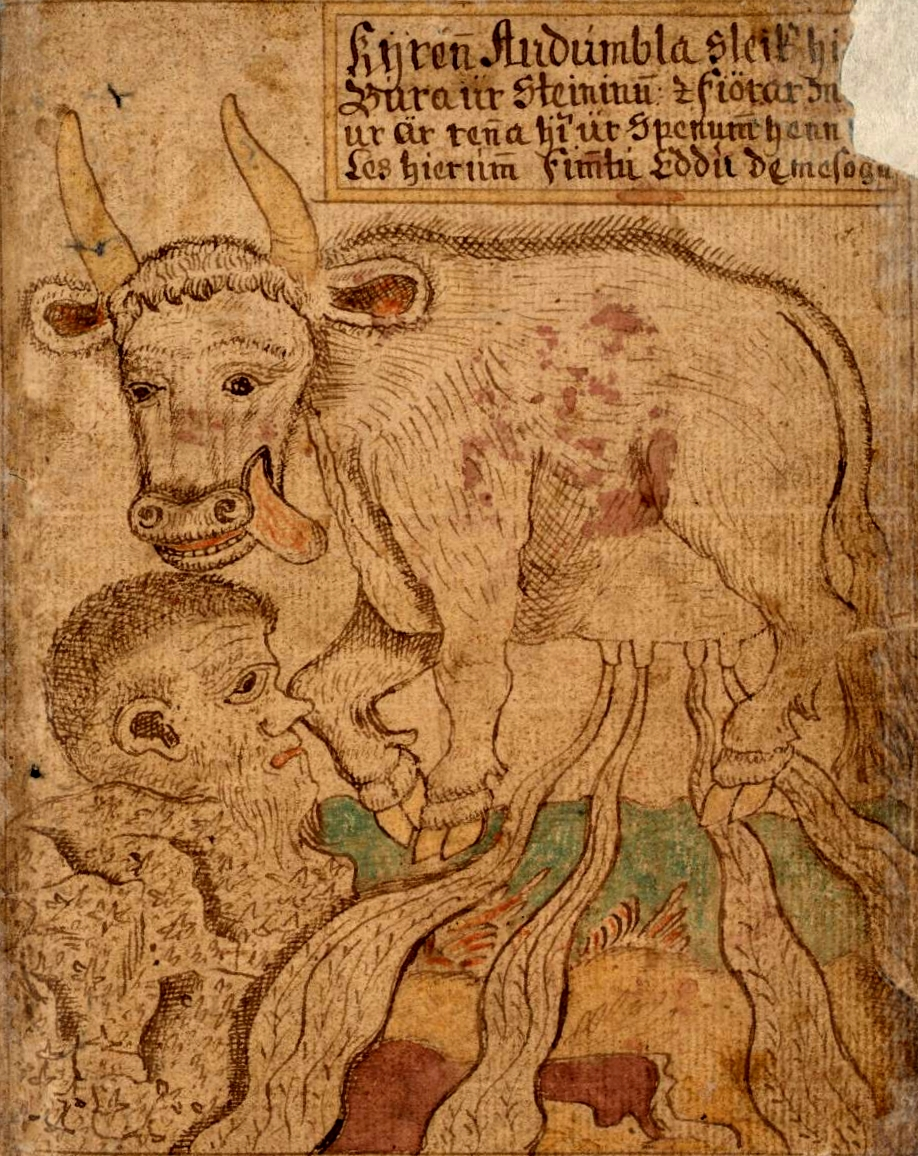
Vaca Audumbla, după cum apare înfățișată într-un manuscris medieval islandez (SÁM 66).

Audumbla (islandeză Auðhumla) este, în mitologia nordică, vaca născută din picăturile ghețarului primordial. Lingând blocurile de gheață, a făcut să se nască Bor și Besta, părinții lui Odin. Cu laptele ei, izvor nesecat, se hrănea uriașul zeu Ymir.
Acest articol referitor la mitologia nordică  este deocamdată un ciot. Puteți ajuta Wikipedia prin completarea lui!